# Karóši

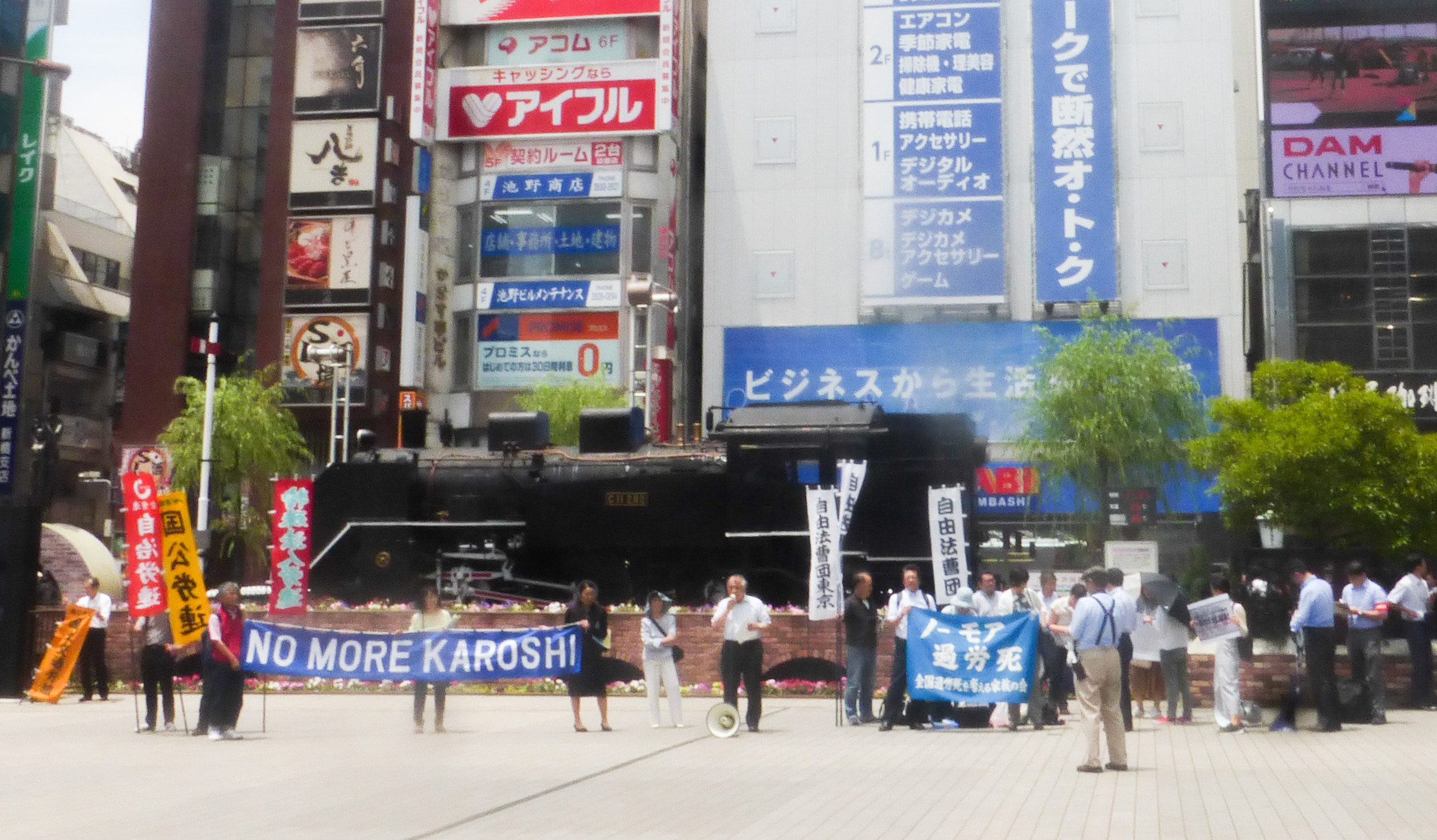
Protest „No More Karoshi” v Tokiu (2018).

Karóši (japonsky: 過労死) je japonský termín, který lze z japonštiny přeložit jako „smrt z přepracování”. Používá se pro popis náhlého úmrtí způsobeného pracovním přetížením. Lékařskou příčinou bývá většinou infarkt myokardu nebo cévní mozková příhoda jako důsledek nadměrného stresu (nadlimitního napětí, resp. přepětí) a podvýživy. Stres z práce může pracovníky dovést i k sebevraždě, což je fenomén známý jako karódžisacu (過労自殺).
Karóši je rozšířený fenomén i v dalších částích Asie. Všeobecně se smrt z přepracování vyskytuje celosvětově. Např. ve Švédsku, zemi se silnými pracovními regulacemi, z přepracování ročně umírá více než 770 pracovníků. Očekává se, že počty takových úmrtí se budou do budoucna zvyšovat.
V Japonsku se karóši ve statistikách uvádí jako samostatná kategorie. Není shoda na tom, zda se sem mají započítávat také prací způsobená deprese a úzkost vedoucí k sebevraždě.

## Historie
První případ karóši byla oznámen v roce 1969, kdy v důsledku mrtvice zemřel 29letý pracovník přepravního oddělení v největší japonské novinové společnosti. V roce 1988 zaměstnanecký průzkum oznámil, že téměř čtvrtina pracovníků-mužů pracuje více jak 60 hodin týdně. Skupina lékařů a právníků, která si uvědomila závažnost tohoto široce rozšířeného problému, založila celostátně dostupné telefonní linky, poskytující konzultace a pomoc problémům spojeným s karóši.